# William Denny and Brothers

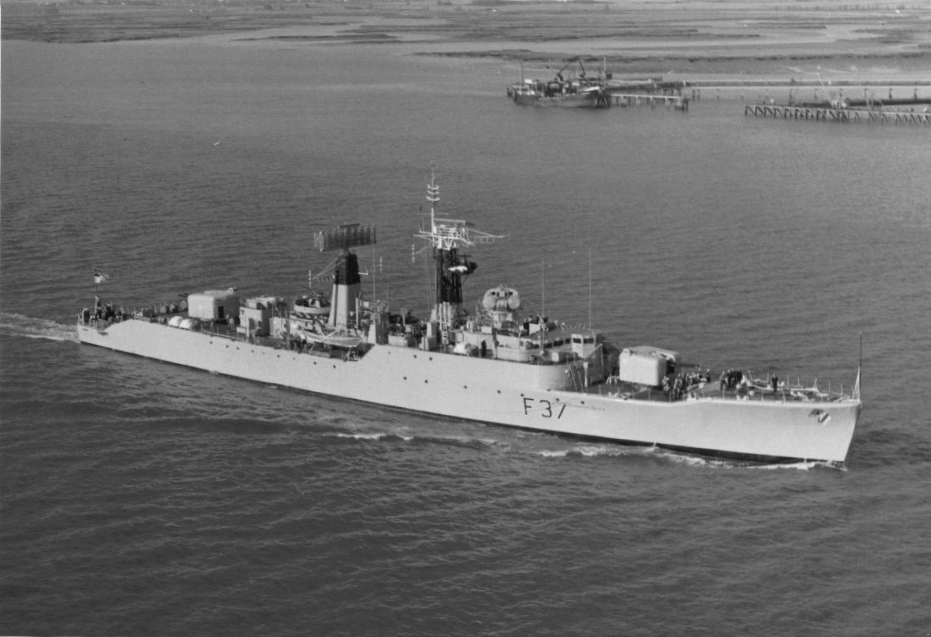
Британський ескадрений міноносець HMS «Ягуар» (F37), виробництва компанії Вільям Денні енд Бразерс. 1957

Вільям Денні енд Бразерс (англ. William Denny and Brothers) — британська суднобудівна компанія, яка розташовувалася у Дамбартоні в Шотландії.